# Anophthalmus hauckei
Anophthalmus hauckei is een keversoort uit de familie van de loopkevers (Carabidae). De wetenschappelijke naam van de soort is voor het eerst geldig gepubliceerd door P. Maravec & Lompe.